# Congrégation de Notre-Dame de l'Immaculée Conception
Pour les articles homonymes, voir Notre-Dame.
La congrégation de Notre-Dame de l'Immaculée Conception est une congrégation religieuse catholique féminine créée en France au début du XIXe siècle.

## Fondation
Primitivement appelées Sœurs de Notre-Dame, établies à Briouze (Orne), puis érigées officiellement en congrégation en 1849. La Mère Julie Olivier en fut la première supérieure générale.

## Histoire
- En 1994, la congrégation fusionne avec celle des Filles du Saint-Esprit.

## Établissements
- Maison-mère établie à Briouze (devenue après la fusion avec les Filles du Saint-Esprit la Maison Notre-Dame, maison de retraite pour sœurs ainées et retraitants laïcs).
- Etablissements en France et en Angleterre.

## Statistiques
- 34 établissements dans l'Orne et la Mayenne en 1849.
- Etablissements dans 7 départements français en 1961.

## Sources
- Annuaire catholique de France, 1961.